# Andrija Spiletak
Andrija Spiletak (Mokošica, 8. siječnja 1879. – Lipik, 1941.) bio je hrvatski rimokatolički biograf, teolog, svećenik, kulturni radnik, prevoditelj, polemičar, veliki hrvatski domoljub. 

## Životopis
Bogoslovske je nauke završio u Zadru koje je onda bilo središnje sjemenište dalmatinskih biskupija. Ondje je poslije dvije godine obnašao dužnost prefekta. Nakon toga nastupio je u pastvu. Neko je vrijeme bio dušobrižnikom u župi Pridvorje-Konavle. Godine 1903. otišao je studirati bogoslovlje u Beč na Augustineumu, privolom biskupa dubrovačke biskupije Josipa Marčelića. Njegov školski prijatelj iz tih dana bio je kasniji beogradski nadbiskup Josip Ujčić te brojni budući đakovački profesori bogoslovlja.
Od 1907. do 1911. boravio je u Dubrovniku. Ondje je službovao u biskupskoj kuriji i gimnaziji.
Đakovački kolege sa studija i biskup Ivan Krapac pozvali su ga za profesora biblikuma u svoje sjemenište. U rujnu 1911. imenovan je profesorom biblikuma i prefektom u sjemeništu. Dugo je godina bio profesorom, od 1926. kanonikom, a potom i velikim prepoštom đakovačkog Stolnog kaptola. U Đakovu je proveo zadnjih trideset godina svog života. 
Radove je objavio u Glasniku biskupija bosansko-đakovačke i srijemske, u stručnom glasilu Hrvatske bogoslovske akademije Bogoslovskoj smotri, u časopisu za filozofiju i religijske znanosti Obnovljenom životu i drugima.
Bio je veliki biograf biskupa Strossmayera čiji je rad temeljito obradio. Rad je objavio 1925. godine u Glasniku Đakovačke i srijemske biskupije u nekoliko nastavaka. U istom je glasniku objavio tumač psalama po danima. Ovaj tumač ostao je nedovršen, jer nije dospio napisati tumač za nekoliko psalama od subote. Pisao je o reformi sjemeništa u Italiji, prevodio (Blitza, Strossmayera), o mješovitim brakovima, o demokraciji i katoličkoj Crkvi, političkoj ljubavi i politici ljubavi, ujedinjenju u Kristu, enciklikama, komemoracije svećenicima i papama i dr. 
Polemizirao je s odvjetnikom dr. Ivanom Ribarom (odvjetnikom u Đakovu, vođom jugoslavenski orijentiranih Hrvata u Đakovu, kasnije predsjednik parlamenta u Beogradu) i dr Janjićem. U polemikama pobijao je nastranost misli i pogleda koji su se pojavljivali u Hrvata, a koje su nastajale sa strane pravoslavnih čimbenika i prosvjetitelja otkako je nastala Jugoslavija.
Nije propustio ni prokomentirati tešku sudbinu Hrvata i Slovenaca koji su se političkim igrama protiv svoje volje našli u Italiji koja ih je odnarođivala i brojne prisilila na emigraciju u Hrvatsku, ostatak Kraljevine SHS ili drugamo po svijetu.
Da bi promicao istinu o tome što se govorilo na vatikanskom saboru, preveo je govore biskupa Strossmayera koji je bio oporbena strana na tom saboru te metom kritika, što ga je predstavljalo još većom oporbenom figurom, jer su ga tuzemni i inozemni liberali napadali kao protivnika papinstva. Od onda se probudilo njegovo veliko zanimanje za Strossmayerov rad. Napisao je svoje studije i nastavio prijašnji rad Cepelića-Pavića na toj temi.
Savršeno i tečno je govorio materinski hrvatski, a od stranih jezika, talijanski, njemački i latinski. Dobro se služio i francuskim jezikom.
Za života nikad se nije držao po strani od cilja da se hrvatski narod osamosvoji, bude gospodar u svojoj kući, upravlja sam sobom u svojoj vlastitoj državi. Bio je uvjereni pravaš, odrastao na radu Prodanove Čiste stranke prava. Dok je boravio u Đakovu, uređivao je jedno vrijeme mjesni pravaški tjednik Slogu. U Slozi je duhovito prikazivao pogreške i nastranosti jugoslavenski orijentiranih Hrvata.
Iako je pretkraj života dobio mogućnost vratiti se u rodni kraj na visoku crkvenu dužnost, toliko je zavolio te sjeveroistočne krajeve Hrvatske u kojima je boravio tri desetljeća te je tu mogućnost otklonio.
Umro je u Lipiku. Pokopan je u Đakovu 2. prosinca 1941. godine.

## Djela
Napisao je djela:
- Papa Pio XI, život i djela namjesnika Kristova, 1929.
- Biskup J.J. Strossmayer u vatikanskom saboru : govori, predstavke, prosvjedi, 1929.
- Je li biskup Strossmayer bio liberalan katolik, studija, 1931.
- Strossmayer o slobodnim zidarima, studija, 1932.
- Strossmayerova okružnica uoči vatikanskog sabora, studija, 1932.
- Dr. Andrija Spiletak, Strossmayer i pape, Đakovo, 1934.[3]
- Strossmayerovo dopisivanje sa srijemskim velikim županom g. 1865. Na temelju originalnih spisa iz arhiva biskupske kancelarije u Djakovu, 1935.
- Biskup J. J. Strossmayer i pravoslavlje, 1935.
- Strossmayerova spomenica ruskoj vladi, studija, 1935.
- Neke i danas suvremene Strossmayerove misli, studija, 1937.

## Misli
- Politika religije je ljubav, budući da konačno uvijek i samo religija ide za tim, da uzdrži i vrhovnom cilju upravi sve ono što je Bog dao ljudskom društvu, e da mu budu šire, ravnije i pristupačnije staze koje k Njemu - tj. Bogu - vode.(Glasnik, 1928.)
- Društvo i država morali bi ispravno shvatiti i pravedno procijeniti, koliko nesebičnog dobra, reda, sloge, doprinose naše sile u kolektivnom životu time, što razmišljamo i hoćemo politiku kao krepost i djelatnost karitativnu a ne kao sredstvo za afirmaciju odvojenih i ekskluzivističkih ideja, koje raspiruju zlokobna natjecanja i opreke egoizma i ambicije.(Glasnik, 1928.)
- Poznato je kakovim se nasiljem Talijani služe proti Hrvatima i Slovencima, koji su poslije rata (I. svjetskog rata) postali podanici Italije. Naši su ljudi u onim krajevima izloženi na milost i nemilost egzaltiranih fašističkih šovinista, koji bezobzirno provode svoj program odnarodivanja i prisilnog potalijančivanja. Opetovani prosvjedi i Svete Stolice i ostalih pozvanih faktora ne uvažuju se; zakon o "zaštiti manjina" je na vrbi svirala.(Glasnik, 1931.)
- Proti kršenju i samog Lateranskog ugovora oštro je prosvjedovao sam Sv. Otac u svojoj alokuciji na Badnjak 1930. Stoga je i glupo i zlobno i lažno, kad se i u našim "Jugo novinama" - tobože "nepristrasnim i trpeljivim" - Sv. Otac prikazuje kao "saveznik fašizma" i "protivnik naše nacije". (Glasnik, 1931.)
- Nisu "mračne sile" u Vatikanu nego za drugim "zelenim stolovima", koji iz mržnje i opakosti, sudeći po sebi više puta, i u najplemenitijim nakanama sv. Oca vide "papsku tiraniju" i slične utvare.(Glasnik, 1931.)